# Federico Ricciardelli
Federico Ezequiel Ricciardelli (nacido el 16 de mayo de 1993) es un futbolista argentino. Juega en el Municipalidad de Avellaneda representando a su ciudad en la Liga Lujanense y se desempeña como arquero.

## Trayectoria

### El Porvenir
Ricciardelli fue convocado para formar parte del equipo de Primera de El Porvenir en la pretemporada en julio de 2014, aunque no fue tomado muy en cuenta, ya que la minoría de los partidos él estaba titular, y la mayoría de suplente. Aun así, tuvo muy buena reputación en el club.

### Claypole
A mediados de 2016, Ricciardelli fue vendido a Claypole, una vez que El Porvenir consiguió el tan deseado regreso a la C.
En este caso, Ricciardelli nunca disputó un partido como titular, sino que estaba en la banca, pues otra de las compras del tambero fue Leandro Bonet, un arquero de 31 años con pasado en varios clubes de la Primera C y Primera D, Bonet fue indiscutiblemente el arquero titular de esa temporada, y por ende, Ricciardelli no tuvo tiempo en la cancha.

### Club Atlético General Lamadrid
Ricciardelli fue vendido al Club Atlético General Lamadrid a principios del 2017, con el fin de ser titular.
Inicialmente, Federico tenía cierta competición, ya que el arquero titular cuando él llegó era Néstor Acosta, pero este jugó una temporada para después abandonar el club.
Luego de la salida de Acosta y otros arqueros, a pesar de la incorporación de nuevos arqueros al plantel, Ricciardelli se convirtió en el nuevo arquero titular y hasta la fecha ha disputado 12 partidos con el Carcelero.